# قتل نيكول دوفرسن
نيكول دوفرسن (بالإنجليزية: Nicole duFresne)‏ (5 يناير 1977– 27 يناير 2005) كاتبة مسرحية وممثلة. قُتِلَت على رصيف جانبي في الجانب الشرقي الأدنى لمانهاتن عندما قام سبعة شبان بالسطو على مجموعة مكونة من دوفرسن وخطيبها جيفري سباركس، وصديقتها المقربة ماري جين جيبسون، وصديق جيبسون سكوت ناث ما بعد الثالثة صباحًا في 27 يناير 2005.

## أحداث
في الساعات الأولى من صباح يوم 27 يناير 2005، كانت دوفرسن، سباركس، جيبسون وناث عائدون إلى المنزل من ليلة احتفالية. كانت دوفرسن قد بدأت للتو وظيفة مؤقتة جديدة كنادلة في قاعة موسيقى Rockwood. عندما كانت مجموعة دوفرسن تسير في شارع كلينتون الذي تصطف عليه حانة صغيرة على الجانب الشرقي من مانهاتن، اقترب منهم خمسة شبان وفتاتان، كانت المجموعة قد سرقت بالفعل من رجل معطفه الجلدي وهددت فتاة في محطة مترو الأنفاق في نفس الليلة. وفقا لشهادة أدلى بها عضو آخر في المجموعة، قال رودي فليمنج، «أود أن أضرب هؤلاء الناس هنا.»
طالب فليمنج المال. دفعه سباركس إلى الوراء، وعندها تحرك فليمنج بكلتا يديه، وضربه عبر صدغه الأيسر مع الثوروس 357 ماغنوم، الذي ألتقطه من أسفل الرصيف. وفقًا لسباركس لم يكن هو ولا أي شخص آخر في المجموعة قد أدرك أن فليمنج كان يحمل بندقية. هناك سارق آخر يدعى سرفيسو سيمونز، قال:«لا يجب أن يكون الأمر كذلك. انصت صديقي. نحن نريد المال فقط».